# 利斯基夫希納 (謝苗諾夫卡區)
52°11′0″N 32°26′21″E / 52.18333°N 32.43917°E
利斯基夫希納（烏克蘭語：Лісківщина），是烏克蘭北部的村莊，隸屬切爾尼希夫州的諾夫霍羅德-錫韋爾斯基區。該村面積0.24平方公里，海拔高度141米，2001年人口68，人口密度每平方公里283.3人。